# Christoph Menz
Christoph Menz (* 22. Dezember 1988 in Magdeburg) ist ein deutscher Fußballspieler.

## Karriere
Der in Magdeburg geborene Menz begann mit fünf Jahren bei der SG Messtron Magdeburg mit dem Fußballspielen. Zwei Jahre später wechselte er zum 1. FC Magdeburg, ehe er sich 2000 dem 1. FC Union Berlin anschloss. Bei den „Eisernen“ feierte er am 12. September 2007 im Berliner Pokal gegen den SV Lichtenberg 47 sein Pflichtspieldebüt für die erste Männermannschaft. In der gleichen Saison kam er ebenfalls zu 15 (meist Kurz-)Einsätzen in der Regionalliga Nord und qualifizierte sich mit Union für die neue eingleisige dritte Profiliga. Dort blieb Menz zwar Ergänzungsspieler, bekam aber in 23 Partien mehr Spielzeit. Mit dem 1. FC Union gelang ihm in dieser Saison der Aufstieg in die zweite Bundesliga und darüber hinaus der Sieg im Berliner Pokal, wo er alle sieben Spiele bestritt.
In der folgenden Zweitligasaison kam er erst in der Rückrunde öfter zum Einsatz und spielte überwiegend in der Berlin-Liga für die zweite Mannschaft. Danach etablierte Menz sich zunehmend in der ersten Mannschaft und bestritt in den beiden darauffolgenden Jahren jeweils 27 Saisonspiele. Trotzdem kam er bei Trainer Uwe Neuhaus nie vollständig über die Rolle des Ergänzungsspielers hinaus, weshalb sein im Sommer 2013 auslaufender Vertrag nicht verlängert wurde. Daraufhin schloss sich Menz dem Ligakonkurrenten Dynamo Dresden an.
Zur Saison 2014/15 wechselte Menz zum FC Rot-Weiß Erfurt. Im Januar 2018 verließ er den Verein in Richtung Köln, zum Drittliga-Konkurrenten Fortuna. Im August 2018 löste die Fortuna auf Menz’ Wunsch dessen Vertrag auf. Er schloss sich daraufhin dem FC Viktoria Berlin in der Regionalliga Nordost an.
In der Winterpause der Drittligasaison 2018/19 wechselte der Mittelfeldspieler zur abstiegsbedrohten Eintracht aus Braunschweig, mit der er am Saisonende als Tabellensechzehnter die Klasse halten konnte.
Im Anschluss an die Spielzeit löste Menz seinen noch bis Juni 2021 gültigen Vertrag vorzeitig aus persönlichen Gründen auf und kehrte zu Viktoria Berlin zurück, wo er bis 2022 spielte.
Im Anschluss daran wechselte Menz zum Berlin-Ligisten BFC Preußen.

## Erfolge
- Qualifikation für die 3. Liga 2007/08 mit Union Berlin
- Aufstieg in die 2. Bundesliga 2008/09 mit Union Berlin
- Thüringer Landespokalsieger: 2016/17 mit dem FC Rot-Weiß Erfurt
- Berliner Landespokalsieger: 2018/19 und 2021/22 mit dem FC Viktoria 1889 Berlin